# Black Sabbath: The Dio Years
Black Sabbath: The Dio Years je výběr největších hitů skupiny Black Sabbath z tzv. Diovy Éry, tedy z alb Heaven and Hell, Mob Rules, Dehumanizer a Live Evil. Také se zde objevily tři nové skladby.

## Seznam skladeb
1. „Neon Knights“ - 3:51 (Heaven and Hell)
2. „Lady Evil“ - 4:23 (Heaven and Hell)
3. „Heaven and Hell“ - 6:59 (Heaven and Hell)
4. „Die Young“ - 4:44 (Heaven and Hell)
5. „Lonely is the Word“ - 5:50 (Heaven and Hell)
6. „The Mob Rules“ - 3:13 (Mob Rules)
7. „Turn Up the Night“ - 3:42 (Mob Rules)
8. „Voodoo“ - 4:32 (Mob Rules)
9. „Falling Off the Edge of the World“ - 5:03 (Mob Rules)
10. „After All (The Dead)“ - 5:42 (Dehumanizer)
11. „TV Crimes“ - 4:02 (Dehumanizer)
12. „I“ - 5:12 (Dehumanizer)
13. „Children of the Sea“ (live) - 6:12 (Live Evil)
14. „The Devil Cried“ - 6:01
15. „Shadow of the Wind“ - 5:40
16. „Ear in the Wall“ - 4:04

## Sestava
- Ronnie James Dio - zpěv
- Tony Iommi - kytara
- Geezer Butler - baskytara
- Bill Ward (skladby 1-5) - bicí
- Vinny Appice (skladby 6-16) - bicí
- Geoff Nicholls (skladby 1-13) - klávesy